# Liste des Justes de la Seine-Maritime
Compléments
Reconnus par Yad Vashem de 1996 à 2011.
Les « Justes » de la Seine-Maritime sont les personnes qui dans ce département français (alors nommé Seine-Inférieure) ont protégé les Juifs pendant la Seconde Guerre mondiale, et ont reçu le titre de « Juste parmi les nations » décerné par l'Institut Yad Vashem. 
Dix-huit habitants de la Seine-Maritime sont ainsi honorés. La liste en est présentée par commune ou hameau, selon les informations du Yad Vashem et le découpage administratif de l'époque.

## Liste par lieu

### Bézancourt
- Élisabeth Besnard, professeur de russe[1],[2].
Élisabeth Besnard, sollicitée par le pasteur Vergara, pasteur parisien, accueille et cache la jeune Denise Jaskiel, puis sa sœur Monique Jaskiel, puis en plus les familles Bolender et les Kiberlin. Elle est reconnue Juste parmi les nations le 24 juin 1997[1],[2].

- Hélène Cardon, née Grout (née en 1891), fermière[3].
- Louis Cardon (1870-1968), fermier[3].
Louis et Hélène Cardon, fermiers âgés, prennent en charge la jeune Larissa Wozek, sept ans, et d'autres Juifs. Ils sont reconnus Justes parmi les nations le 18 décembre 2001[3].

### Cany-Barville
- Jules Annet (1887-1966), entrepositaire[4].
- Marie-Léontine Annet, née Feray (1889-1944), couturière[4].
- Marie-Thérèse Annet (1924-2008)[4].
Jules Annet, avec son épouse puis sa fille, prend en charge la petite Marie-José, âgé de deux ans et demi, lors de la mort de sa mère et de la captivité puis la déportation de son père. Les trois membres de la famille Annet sont reconnus Justes parmi les nations le 14 juillet 2011[4].

### Hattenville
- Léopold Ermel (1906-1999), cultivateur[5].
- Marie Ermel, née Anquetil (1915-1968), cultivatrice[5].
Marie Ermel, sur la sollicitation de son frère prêtre, l'abbé Anquetil, recueille avec son mari le jeune Max Kettler, âgé de dix-sept ans, dont la mère est tuée à Auschwitz. Ils s'en occupent jusqu'en 1950. Marie et Léopold Ermel sont reconnus Justes parmi les nations le 31 mars 2009[5].

### Mesnil-Mauger
- Charles Chevassus (1908-2003), directeur d'école[6],[7].
- Louise Chevassus, née Loisel (1907-1974), institutrice[6],[7].
À la demande d'un collègue, Charles Chevassus et son épouse accueillent et cachent le jeune Jean Pojzmann, âgé de quinze ans en 1942. Ils s'en occupent jusqu'à la Libération, à laquelle Charles Chevassus et Jean Pojzmann participent en s'engageant. Charles et Louise Chevassus sont reconnus Justes parmi les nations le 11 novembre 1998[6],[7].

### Rouen
- Georges Lauret (1904-1996), chirurgien[8].
Le professeur Georges Lauret, chef de service à l'hôpital de Rouen, sauve Linda Ganon, qui simulait une maladie, et ses deux filles, en les admettant dans son service et en tenant tête au médecin allemand. Il garde la mère à l'hôpital, et les deux filles dans un service pour enfants, avec la complicité des religieuses, jusqu'à la Libération. Il est reconnu Juste parmi les nations le 13 avril 2004[8].

### Sotteville-lès-Rouen
- Edouard Vain (1885-1969), marchand ambulant[9].
- Joséphine Vain, née Mouquet (1886-1972), colporteuse[9].
Joséphine et Edouard Vain sauvent les jeunes Isaac et José Mizrahi, dont les parents sont déportés et tués. Ils les cachent puis s'en occupent jusqu'à leur majorité, veillant à ce qu'ils conservent leur religion, et leur faisant faire leur Bar Mitzva. Ils sont reconnus Justes parmi les nations le 5 février 2001[9].

### Tôtes
- Marie-Louise Fourquemin[10],[11].
À la demande du curé du village, l'abbé Collignon, Marie-Louise Fourquemin héberge le jeune Juif Shalom Zisser de 1942 à 1944. Elle est reconnue Juste parmi les nations le 17 mars 1996[10],[11].

### Trouville
- Elisabeth Mauger, née Dupaquier (1889-1972)[12].
- Pierre Mauger (1914-2003), assureur[12].
Pierre Mauger et sa mère Elisabeth prennent en charge les enfants Pierre et Paulette Giecyl, et s'en occupent jusqu'à la fin de la guerre. Ils sont reconnus Justes parmi les nations le 27 février 2008[12].

### Yvetot
- Andrée Waltispurger, née Hoock (1898-1983)[13].
- Paul Waltispurger (1902-2001), comptable[13].
Andrée et Paul Waltispurger recueillent la petite Liliane Zajdow et l'élèvent comme une de leurs filles, jusqu'en 1945. Ils sont reconnus Justes parmi les nations le 4 mai 2008[13].